# 林舞輝
林 舞輝（はやし まいき、1994年12月11日 - ）は、東京都出身のサッカー指導者、ライター。

## 来歴
読売サッカークラブの元選手の父と、女子サッカーをプレーしていた母の間に生まれる。
世田谷区立砧中学校に在学中から地元の小学校でコーチの手伝いをし、高校2年で選手を引退して本格的に指導者として活動を始める。東京都立日比谷高等学校を卒業後、イギリスの大学に進学。スポーツ科学を専攻、首席で卒業した。在学中にイングランド二部リーグに所属するチャールトンFCのアカデミーとスクールで指導者として活動する。
その後、指導者養成の名門であるポルトガルのポルト大学スポーツ学部の大学院へ進学。同大学教授のヴィトール・フラーデが創案し、ジョゼ・モウリーニョが実践して世界のサッカー界に旋風を巻き起こしたことで一躍注目を浴びたトレーニング理論、「戦術的ピリオダイゼーション」を学ぶ。同時に、ポルトガル一部リーグに所属するボアヴィスタFCのBチーム（実質的なU22チーム）のアシスタントコーチを務め、主に対戦相手の分析を担当した。また、リスボン大学とポルトガルサッカー協会が共催し、モウリーニョが責任者と講師であるエリート指導者養成コースに日本人で初めて合格し、モウリーニョをはじめとする数々の世界トップレベルの指導者の教えを受ける。
ポルト大学在籍時より日本の媒体での執筆業や解説業が増え、2018年ロシアW杯での日本代表の分析レポートは大きな反響を生んだ。
2018年12月、当時23歳で2019シーズンからJFLに所属する奈良クラブのGMに就任することが発表された。2020シーズンからは同クラブの監督に就任。監督就任に際して奈良クラブは林のライセンスについて「JFL（日本フットボールリーグ）にも確認し、了承されたうえで、就任を決定」とコメントし、またGM職との兼任はしないともしている。24歳でのGM、25歳での監督は、いずれも日本の全国リーグでは最年少の記録である。2020年11月20日、退任が発表された。
2021年1月12日、浦和レッズのコーチ（分析担当）に就任することが発表された。

## 指導歴
- 2019年 - 2020年 奈良クラブ
  - 2019年 GM兼コーチ
  - 2020年 監督
- 2021年 - 浦和レッズ コーチ兼分析担当

## 監督成績
| 年度   | クラブ | 所属   | リーグ戦 | リーグ戦 | リーグ戦 | リーグ戦 | リーグ戦 | リーグ戦 | リーグ戦 | リーグ戦 | カップ戦  | カップ戦 |
| 年度   | クラブ | 所属   | 順位     | 勝点     | 試合     | 勝       | 分       | 敗       | 得点     | 失点     | 天皇杯    |          |
| ------ | ------ | ------ | -------- | -------- | -------- | -------- | -------- | -------- | -------- | -------- | --------- | -------- |
| 2020   | 奈良   | JFL    | 13位     | 18       | 15       | 5        | 3        | 7        | 21       | 21       | 2回戦敗退 |          |
| 総通算 | 総通算 | 総通算 | -        | -        | 15       | 5        | 3        | 7        | 21       | 21       | -         |          |